# Joris Helleputte
Georgius Augustinus (Joris) Helleputte (Gent, 31 augustus 1852 - Leuven, 22 februari 1925) was een Belgisch ingenieur, architect, hoogleraar, volksvertegenwoordiger en minister voor de Katholieke Partij. Helleputte, uitgesproken katholiek, ultramontaan en Vlaamsgezind, was in 1890 een van de stichters en de eerste voorzitter (1890-1925) van de Belgische Boerenbond, en was onder meer van 1898 tot 1911 ook voorzitter van het Davidsfonds.

## Levensloop
Joris Helleputte was de jongste van zes kinderen uit een Gents bakkersgezin en groeide op in een tijd waarin in deze stad snel moderniseerde. Hij studeerde aan het Atheneum van Gent, waarna hij van 1868 tot 1873 voor ingenieur van Bruggen en Wegen studeerde aan de Rijksuniversiteit Gent. Tijdens zijn studies liet hij zich al kennen als een ultramontaan. Hij zette zich in voor "het herstellen van de christelijke sociale orde" door op tal van katholieke congressen het corporatisme te propageren. Hij trad op als organisator van deze congressen. Tijdens zijn studies was hij tevens actief in het Vlaamsgezind literair-cultureel studentengenootschap Met Tijd en Vlijt. Helleputte werd er de ondervoorzitter van en sprak zich in deze functie uit voor de vernederlandsing van het middelbaar onderwijs.
Een maand na zijn afstuderen werd hij benoemd tot Onderingenieur bij de Belgische Spoorwegen. Hij werd toen ook, uitzonderlijk snel, repetitor aan de Katholieke Universiteit van Leuven, waar hij in 1879 hoogleraar werd aan de Speciale Scholen voor Ingenieurs en in 1881 decaan van de Faculteit der Wetenschappen. Tevens was hij in 1902 medestichter van het Katholiek Vlaams Hoogstudentenverbond. In 1882 huwde hij met Louise Schollaert, zus van Frans Schollaert, van 1908 tot 1911 premier van België.
Als architect was hij in hoofdzaak werkzaam in Leuven. Onder meer het Justus Lipsiuscollege, het Heilig Hartinstituut Heverlee, het anatomisch amfitheater in het Vesaliusinstituut, een feestzaal voor de Société Générale des Etudiants en de eerste plannen voor het Landbouwkundig Instituut behoorden tot zijn werk. Doch ook op tal van andere plaatsen in België was hij actief. In Diest herstelde hij de voorgevel van de Kruisherenkerk.
In Leuven was Helleputte eveneens de stichter van de Gilde van Ambachten en Neringen. In 1890 was hij samen met zijn zwager Frans Schollaert, die van 1908 tot 1911 premier van België was, initiatiefnemer van de Belgische Boerenbond, waar hij tot aan zijn dood in 1925 de eerste voorzitter was. Daarnaast was hij van 1891 tot 1895 de eerste voorzitter van de Belgische Volksbond en van 1898 tot 1911 voorzitter van het Davidsfonds. In 1924 was hij medestichter en bestuurslid van de Vlaamse Leergangen, een vereniging met als doel de vernederlandsing van de universiteit.
Helleputte, die in Kessel-Lo woonde, stelde zich in 1889 namens de Katholieke Partij in het arrondissement Maaseik kandidaat voor de Kamer van volksvertegenwoordigers. Hij moest daarvoor twee Franstalige, aristocratische, tegenkandidaten verslaan. Helleputte haalde het en volgde de overleden Luikenaar Prosper Cornesse op, een conservatieve katholiek die geen Nederlands sprak, nauwelijks binding had met de landbouwsector en elf jaar dit arrondissement vertegenwoordigd had. Hij bleef volksvertegenwoordiger tot aan zijn dood in 1925.
In de Kamer verwierf Helleputte een flamingantische reputatie. Op zijn initiatief werd in 1890 een wet aangenomen die ervoor zorgde dat er in Vlaanderen niemand kon worden benoemd in een rechterlijk ambt, tenzij die geslaagd was voor een Nederlandstalig examen over strafrecht en strafvordering. In 1895 was hij mede-indiener van het wetsvoorstel om de afkondiging en de publicatie van wetten voortaan zowel in het Nederlands als in het Frans te laten geschieden, wat tot de Gelijkheidswet van 1898 leidde.
Op zijn voorstel kwam er in de wet van 12 september 1895 op de gemeenteverkiezingen het systeem van toegevoegde gemeenteraadsleden, verkozen door enerzijds nijverheidsbazen en anderzijds werklieden.
Van mei 1907 tot september 1910 was Helleputte minister van Posterijen, Spoorwegen en Telegrafie. In deze functie werd hij onder druk gezet om de positie van de Vlamingen op dit departement te verbeteren. Hij deed dit door onder meer een Dienst van Toezicht in te stellen die het naleven van wetten en reglementen aangaande het gebruik van het Nederlands in de verschillende takken van het bestuur het departement moest controleren. Sommige maatregelen van Helleputte leidden tot heftig verzet van de Waalse Beweging, zoals de invoering van een tweetalige spoorgids en de eis van tweetalige loketambtenaren in de Brusselse agglomeratie.
Daarnaast was hij van mei 1907 tot oktober 1908 minister van Landbouw en van augustus 1910 tot juni 1911 en van november 1912 tot november 1918 minister van Landbouw en Openbare Werken. Toen de Belgische regering tijdens de Eerste Wereldoorlog in ballingschap in Le Havre verbleef, verzette Helleputte zich tegen de opname van de liberalen en socialisten in de regering. Tevens kantte hij zich tegen een bondgenootschap met de geallieerden, dat hij als een schending van de Belgische neutraliteit beschouwde en tegen het ontslag van zittende ministers of het uitschakelen van het Belgische parlement. Ook vroeg hij tevergeefs om de vorming van Vlaamse eenheden om zo de flamingantische onrust in het leger te beëindigen. In 1912 werd Helleputte benoemd tot minister van Staat.
Na de oorlog was Helleputte in het parlement lid van de Katholieke Vlaamsche Kamergroep, waar hij de radicalere vleugel rond Frans Van Cauwelaert meermaals afremde. Als voorzitter van de Boerenbond speelde hij in 1921 eveneens een belangrijke rol in de stichting van het Katholieke Unie, de federatie van standsorganisaties binnen de Katholieke Partij. Van 1921 tot 1922 was hij de eerste voorzitter van deze federatie.
De politicus Joris Helleputte ging de geschiedenis in als een Vlaams klerikaal politicus die naam maakte met scherpe redevoeringen in en buiten het parlement, maar die later als minister zijn ambities niet kon waarmaken.
Er is een Joris Helleputtestraat in Lommel, Borgerhout en Breda, en een Joris Helleputteplein in Leuven.

## Publicaties
- Bibliographie académique de l'Université de Louvain geeft de lijst van redevoeringen, artikels en bouwontwerpen door Joris Helleputte.